# Demoticoides pallidus
Demoticoides pallidus är en tvåvingeart som beskrevs av Louis-Paul Mesnil 1953. Demoticoides pallidus ingår i släktet Demoticoides och familjen parasitflugor. Inga underarter finns listade i Catalogue of Life.